# Fodinoidea celsicola
Fodinoidea celsicola là một loài bướm đêm thuộc phân họ Arctiinae, họ Erebidae.